# Ваммала
Ва́ммала (фин. Vammala, швед. Invabölen) — часть муниципалитета Састамала, находящегося в провинции Пирканмаа в Финляндии. До 1 января 2009 года — город.
Близ Ваммала находятся истоки реки Кокемяэнйоки, вытекающей из озера Лиэковеси.

## Промышленность
В Ваммала находится компания «Вексве» (фин. Vexve Oy) специализирующаяся на разработке и производстве стальных шаровых запорных кранов и шаровых регулирующих вентилей для трубопроводов систем центрального отопления и промышленной теплоэнергетики, газораспределительных сетей и других промышленных трубопроводов в химической, нефтегазоперерабатывающей, пищевой и других промышленных отраслях.
В Ваммале находится головной офис группы компаний «Лойер» (Lojer Oy)- ведущего производителя медицинской мебели и реабилитационного оборудования Финляндии и всей Скандинавии. Группа образовалась в результате слияния трех финских производителей медицинского оборудования и мебели (Vammalan Konepaja Oy, Temelex Oy и Rainer Rajala Oy) и ведущего скандинавского поставщика физиотерапевтического оборудования — Medema Physio (Швеция).
70 % производимого товара поставляется за рубеж, помимо Скандинавии оборудование продается в Россию, страны Прибалтики, Центральную Европу, Ближний Восток, Северную Америку и Японию.
Компания Lojer Oy получила сертификат «Лучшие в Финляндии» (рейтинг AA+/AAA), подтверждающий статус компании как надежного партнера за последние 5 лет.

## Транспорт
Через Ваммалу проходит ветка железной дороги Пори—Тампере, а также автодорожная трасса Пори—Тампере.

## Известные горожане
- Маури Куннас — известный детский писатель

## Города-побратимы
- Шёвде (швед. Skövde), Швеция
- Рингстед (дат. Ringsted), Дания
- Халден (норв. Halden), Норвегия
- Кашин, Россия
- Курессааре (эст. Kuressaari), Эстония (с 30 июня 1994)
- Вашарошнамень (венг. Vásárosnamény), Венгрия